# العلاقات الفانواتية الفيجية
العلاقات الفانواتية الفيجية هي العلاقات الثنائية التي تجمع بين فانواتو وفيجي.

## مقارنة بين البلدين
هذه مقارنة عامة ومرجعية للدولتين:
| وجه المقارنة                                              | فانواتو                                  | فيجي                                                                 |
| --------------------------------------------------------- | ---------------------------------------- | -------------------------------------------------------------------- |
| المساحة (كم2)                                             | 12.19 ألف                                | 18.27 ألف                                                            |
| عدد السكان (نسمة)                                         | 276.24 ألف                               | 915.30 ألف                                                           |
| الكثافة السكانية (ن./كم²)                                 | 22.66                                    | 50.1                                                                 |
| العاصمة                                                   | بورت فيلا                                | سوفا                                                                 |
| اللغة الرسمية                                             | اللغة البسلاما، لغة فرنسية، لغة إنجليزية | لغة إنجليزية، اللغة الفيجية، اللغة الفيجي الهندية، اللغة الهندستانية |
| العملة                                                    | فاتو فانواتي                             | دولار فيجي                                                           |
| الناتج المحلي الإجمالي (بليون دولار)                      | 862.88 مليون                             | 5.06 مليار                                                           |
| الناتج المحلي الإجمالي (تعادل القوة الشرائية) بليون دولار | 790.76 مليون                             | 8.32 مليار                                                           |
| الناتج المحلي الإجمالي الاسمي للفرد دولار أمريكي          | 2.81 ألف                                 | 4.96 ألف                                                             |
| الناتج المحلي الإجمالي للفرد دولار أمريكي                 | 3.03 ألف                                 | 8.79 ألف                                                             |
| مؤشر التنمية البشرية                                      | 0.594                                    | 0.727                                                                |
| رمز المكالمات الدولي                                      | +678                                     | +679                                                                 |
| رمز الإنترنت                                              | .vu                                      | .fj                                                                  |
| المنطقة الزمنية                                           | ت ع م+11:00                              | ت ع م+12:00                                                          |

## منظمات دولية مشتركة
يشترك البلدان في عضوية مجموعة من المنظمات الدولية، منها:
| علم المنظمة | اسم المنظمة                                 | تاريخ انضمام فانواتو | تاريخ انضمام فيجي |
| ----------- | ------------------------------------------- | -------------------- | ----------------- |
|             | يونسكو                                      | 10 فبراير 1994       | 14 يوليو 1983     |
|             | مؤسسة التمويل الدولية                       | 28 سبتمبر 1981       | 12 يوليو 1979     |
|             | بنك التنمية الآسيوي                         | 1981                 | 1970              |
|             | منظمة حظر الأسلحة الكيميائية                | ?                    | ?                 |
|             | مؤسسة التنمية الدولية                       | 28 سبتمبر 1981       | 29 سبتمبر 1972    |
|             | منظمة التجارة العالمية                      | ?                    | ?                 |
|             | وكالة ضمان الاستثمار متعدد الأطراف          | 27 يوليو 1988        | 24 سبتمبر 1990    |
|             | الاتحاد البريدي العالمي                     | ?                    | ?                 |
|             | الاتحاد الدولي للاتصالات                    | 30 مارس 1988         | 5 مايو 1971       |
|             | الأمم المتحدة                               | 15 سبتمبر 1981       | 13 أكتوبر 1970    |
|             | البنك الدولي للإنشاء والتعمير               | 28 سبتمبر 1981       | 28 مايو 1971      |
|             | المنظمة الهيدروغرافية الدولية               | ?                    | ?                 |
|             | مجموعة دول أفريقيا والكاريبي والمحيط الهادئ | ?                    | ?                 |
|             | تحالف الدول الجزرية الصغيرة                 | ?                    | ?                 |

## وصلات خارجية
- موقع وزارة الخارجية الفيجية